# 2019-es női kosárlabda-Európa-bajnokság
A 2019-es női kosárlabda-Európa-bajnokságot június 27. és július 7. között rendezték Lettországban és Szerbiában. Ez volt sorrendben a 37. női kosárlabda-Európa-bajnokság. A mérkőzéseknek Belgrád, Niš, Nagybecskerek és Riga egy-egy csarnoka adott otthont. Az Eb-n tizenhat csapat vett részt. Az Eb-t a címvédő spanyol válogatott nyerte. A magyar válogatott a 7. helyen végzett.

## Helyszínek
| Belgrád                              | Niš                                       |
| ------------------------------------ | ----------------------------------------- |
| Štark Aréna Befogadóképesség: 18 386 | Čair Sports Center Befogadóképesség: 4000 |
|                                      |                                           |
| Nagybecskerek                        | Riga                                      |
| Crystal Hall Befogadóképesség: 2800  | Arena Riga Befogadóképesség: 11 200       |
|                                      |                                           |

## Résztvevők
| Ország           | Kvalifikáció módja                       | Kvalifikáció dátuma | Utolsó részvétel | Legjobb Európa-bajnoki szereplés | Világranglista-helyezés |
| ---------------- | ---------------------------------------- | ------------------- | ---------------- | -------------------------------- | ----------------------- |
| Szerbia          | Rendező                                  | 2017. június 24.    | 2017             | Európa-bajnok (2015)             | 8.                      |
| Lettország       | Rendező                                  | 2017. június 24.    | 2017             | 4. (2007)                        | 24.                     |
| Törökország      | Selejtező, B csoport győztese            | 2018. november 17.  | 2017             | Döntős (2011)                    | 6.                      |
| Oroszország      | Selejtező, C csoport győztese            | 2018. november 17.  | 2017             | Európa-bajnok (2003, 2007, 2011) | 11.                     |
| Szlovénia        | Selejtező, a hat legjobb csoport második | 2018. november 17.  | 2017             | 14. (2007)                       | 63.                     |
| Spanyolország    | Selejtező, F csoport győztese            | 2018. november 17.  | 2017             | Európa-bajnok (1993, 2013, 2017) | 2.                      |
| Csehország       | Selejtező, G csoport győztese            | 2018. november 17.  | 2017             | Európa-bajnok (2005)             | 12.                     |
| Fehéroroszország | Selejtező, a hat legjobb csoport második | 2018. november 21.  | 2017             | 3. (2007)                        | 13.                     |
| Montenegró       | Selejtező, A csoport győztese            | 2018. november 21.  | 2017             | 6. (2011)                        | 26.                     |
| Nagy-Britannia   | Selejtező, D csoport győztese            | 2018. november 21.  | 2015             | 9. (2013, 2015)                  | 25.                     |
| Belgium          | Selejtező, a hat legjobb csoport második | 2018. november 21.  | 2017             | 3. (2017)                        | 16.                     |
| Olaszország      | Selejtező, H csoport győztese            | 2018. november 21.  | 2017             | Európa-bajnok (1938)             | 31.                     |
| Franciaország    | Selejtező, E csoport győztese            | 2018. november 21.  | 2017             | Európa-bajnok (2001, 2009)       | 4.                      |
| Magyarország     | Selejtező, a hat legjobb csoport második | 2018. november 21.  | 2017             | Döntős (1950, 1956)              | 50.                     |
| Ukrajna          | Selejtező, a hat legjobb csoport második | 2018. november 21.  | 2017             | Európa-bajnok (1995)             | 38.                     |
| Svédország       | Selejtező, a hat legjobb csoport második | 2018. november 21.  | 2015             | 7. (1987, 2013)                  | 41.                     |

## Sorsolás
2018. december 10-én készítették el a csapatok kiemelési sorrendjét. A sorsolást 2018. december 12-én tartották Belgrádban. A csapatokat négy csoportba sorolták.
| 1. kalap                                                  | 2. kalap                                                  | 3. kalap                                                | 4. kalap                                                   |
| --------------------------------------------------------- | --------------------------------------------------------- | ------------------------------------------------------- | ---------------------------------------------------------- |
| Franciaország · Spanyolország · Oroszország · Törökország | Belgium · Lettország (rendező) · Olaszország · Csehország | Szerbia (rendező) · Ukrajna · Magyarország · Montenegró | Szlovénia · Fehéroroszország · Nagy-Britannia · Svédország |

## Lebonyolítás
A 16 csapatot négy darab, négycsapatos csoportba sorsolták. A csoportokban körmérkőzések döntötték el a csoportok végeredményét. Az első helyezettek közvetlenül az negyeddöntőbe kerültek, a második és harmadik helyezettek a negyeddöntőbe jutásért játszottak. A negyeddöntőtől egyenes kieséses rendszerben folytatódott a torna.

## Csoportkör
A torna pontos menetrendjét 2019. február 13-án hagyták jóvá.

### A csoport
| Hely. | Csapat         | M | Gy | V | P+  | P–  | Pk  | P | Továbbjutás              |
| ----- | -------------- | - | -- | - | --- | --- | --- | - | ------------------------ |
| 1.    | Spanyolország  | 3 | 3  | 0 | 221 | 192 | +29 | 6 | Negyeddöntő              |
| 2.    | Nagy-Britannia | 3 | 2  | 1 | 201 | 181 | +20 | 5 | A negyeddöntőbe jutásért |
| 3.    | Lettország (R) | 3 | 1  | 2 | 198 | 207 | −9  | 4 | A negyeddöntőbe jutásért |
| 4.    | Ukrajna        | 3 | 0  | 3 | 205 | 245 | −40 | 3 |                          |

| 2019. június 27. 18:30 | Nagy-Britannia                          | 74–60     | Lettország     | Arena Riga, Riga Nézőszám: 2900 Játékvezetők: Jasmina Juras (SRB), Sasa Maričić (SRB), Elena Chernova (RUS) |
| 2019. június 27. 18:30 | (24–17, 17–22, 24–10, 9–11) Jegyzőkönyv |           |                | Arena Riga, Riga Nézőszám: 2900 Játékvezetők: Jasmina Juras (SRB), Sasa Maričić (SRB), Elena Chernova (RUS) |
| 2019. június 27. 18:30 | Leedham 24                              | Pont      | Dikaioulaku 17 | Arena Riga, Riga Nézőszám: 2900 Játékvezetők: Jasmina Juras (SRB), Sasa Maričić (SRB), Elena Chernova (RUS) |
| 2019. június 27. 18:30 | Fagbenle 10                             | Lepattanó | Dikaioulaku 11 | Arena Riga, Riga Nézőszám: 2900 Játékvezetők: Jasmina Juras (SRB), Sasa Maričić (SRB), Elena Chernova (RUS) |
| 2019. június 27. 18:30 | Leedham 6                               | Gólpassz  | Dikaioulaku 7  | Arena Riga, Riga Nézőszám: 2900 Játékvezetők: Jasmina Juras (SRB), Sasa Maričić (SRB), Elena Chernova (RUS) |

| 2019. június 27. 21:00 | Ukrajna                                  | 77–95     | Spanyolország | Arena Riga, Riga Nézőszám: 350 Játékvezetők: Maj Forsberg (DEN), Viola Györgyi (NOR), Földházi Tamás (HUN) |
| 2019. június 27. 21:00 | (23–19, 19–28, 18–29, 17–19) Jegyzőkönyv |           |               | Arena Riga, Riga Nézőszám: 350 Játékvezetők: Maj Forsberg (DEN), Viola Györgyi (NOR), Földházi Tamás (HUN) |
| 2019. június 27. 21:00 | Iagupova 38                              | Pont      | Xargay 31     | Arena Riga, Riga Nézőszám: 350 Játékvezetők: Maj Forsberg (DEN), Viola Györgyi (NOR), Földházi Tamás (HUN) |
| 2019. június 27. 21:00 | három játékos 6                          | Lepattanó | Nicholls 9    | Arena Riga, Riga Nézőszám: 350 Játékvezetők: Maj Forsberg (DEN), Viola Györgyi (NOR), Földházi Tamás (HUN) |
| 2019. június 27. 21:00 | Iagupova 7                               | Gólpassz  | Palau 7       | Arena Riga, Riga Nézőszám: 350 Játékvezetők: Maj Forsberg (DEN), Viola Györgyi (NOR), Földházi Tamás (HUN) |

| 2019. június 28. 18:30 | Litvánia                                 | 82–74     | Ukrajna     | Arena Riga, Riga Nézőszám: 3000 Játékvezetők: Sasa Maričić (SRB), Mila Čavara (BIH), Beniamino Attard (ITA) |
| 2019. június 28. 18:30 | (15–14, 26–20, 17–14, 24–26) Jegyzőkönyv |           |             | Arena Riga, Riga Nézőszám: 3000 Játékvezetők: Sasa Maričić (SRB), Mila Čavara (BIH), Beniamino Attard (ITA) |
| 2019. június 28. 18:30 | Dikaioulaku 33                           | Pont      | Iagupova 28 | Arena Riga, Riga Nézőszám: 3000 Játékvezetők: Sasa Maričić (SRB), Mila Čavara (BIH), Beniamino Attard (ITA) |
| 2019. június 28. 18:30 | Brumermane 9                             | Lepattanó | Iagupova 8  | Arena Riga, Riga Nézőszám: 3000 Játékvezetők: Sasa Maričić (SRB), Mila Čavara (BIH), Beniamino Attard (ITA) |
| 2019. június 28. 18:30 | Dikaioulaku 7                            | Gólpassz  | Iagupova 7  | Arena Riga, Riga Nézőszám: 3000 Játékvezetők: Sasa Maričić (SRB), Mila Čavara (BIH), Beniamino Attard (ITA) |

| 2019. június 28. 21:00 | Spanyolország                           | 67–59     | Nagy-Britannia      | Arena Riga, Riga Nézőszám: 300 Játékvezetők: Maj Forsberg (DEN), Blaž Zupančič (SLO), Geert Jacobs (BEL) |
| 2019. június 28. 21:00 | (14–14, 17–20, 17–9, 19–16) Jegyzőkönyv |           |                     | Arena Riga, Riga Nézőszám: 300 Játékvezetők: Maj Forsberg (DEN), Blaž Zupančič (SLO), Geert Jacobs (BEL) |
| 2019. június 28. 21:00 | Ndour 23                                | Pont      | Fagbenle 20         | Arena Riga, Riga Nézőszám: 300 Játékvezetők: Maj Forsberg (DEN), Blaž Zupančič (SLO), Geert Jacobs (BEL) |
| 2019. június 28. 21:00 | Ndour 8                                 | Lepattanó | Fagbenle, Leedham 5 | Arena Riga, Riga Nézőszám: 300 Játékvezetők: Maj Forsberg (DEN), Blaž Zupančič (SLO), Geert Jacobs (BEL) |
| 2019. június 28. 21:00 | Palau 5                                 | Gólpassz  | Fagbenle 3          | Arena Riga, Riga Nézőszám: 300 Játékvezetők: Maj Forsberg (DEN), Blaž Zupančič (SLO), Geert Jacobs (BEL) |

| 2019. június 30. 13:00 | Ukrajna                                | 54–68     | Nagy-Britannia  | Arena Riga, Riga Nézőszám: 293 Játékvezetők: Sasa Maričić (SRB), Mila Čavara (BIH), Földházi Tamás (HUN) |
| 2019. június 30. 13:00 | (14–19, 10–16, 21–9, 9–24) Jegyzőkönyv |           |                 | Arena Riga, Riga Nézőszám: 293 Játékvezetők: Sasa Maričić (SRB), Mila Čavara (BIH), Földházi Tamás (HUN) |
| 2019. június 30. 13:00 | Iagupova 21                            | Pont      | Fagbenle 22     | Arena Riga, Riga Nézőszám: 293 Játékvezetők: Sasa Maričić (SRB), Mila Čavara (BIH), Földházi Tamás (HUN) |
| 2019. június 30. 13:00 | Iagupova, Naumenko 7                   | Lepattanó | Fagbenle 8      | Arena Riga, Riga Nézőszám: 293 Játékvezetők: Sasa Maričić (SRB), Mila Čavara (BIH), Földházi Tamás (HUN) |
| 2019. június 30. 13:00 | Bilotserkivska 5                       | Gólpassz  | három játékos 4 | Arena Riga, Riga Nézőszám: 293 Játékvezetők: Sasa Maričić (SRB), Mila Čavara (BIH), Földházi Tamás (HUN) |

| 2019. június 30. 18:30 | Litvánia                                | 56–59     | Spanyolország | Arena Riga, Riga Nézőszám: 3522 Játékvezetők: Amy Bonner (USA), Jasmina Juras (SRB), Geert Jacobs (BEL) |
| 2019. június 30. 18:30 | (17–17, 8–18, 10–14, 21–10) Jegyzőkönyv |           |               | Arena Riga, Riga Nézőszám: 3522 Játékvezetők: Amy Bonner (USA), Jasmina Juras (SRB), Geert Jacobs (BEL) |
| 2019. június 30. 18:30 | Dikaioulaku 19                          | Pont      | Ndour 16      | Arena Riga, Riga Nézőszám: 3522 Játékvezetők: Amy Bonner (USA), Jasmina Juras (SRB), Geert Jacobs (BEL) |
| 2019. június 30. 18:30 | Pīlābere 8                              | Lepattanó | Ndour 12      | Arena Riga, Riga Nézőszám: 3522 Játékvezetők: Amy Bonner (USA), Jasmina Juras (SRB), Geert Jacobs (BEL) |
| 2019. június 30. 18:30 | Pulvere 4                               | Gólpassz  | Ouviña 4      | Arena Riga, Riga Nézőszám: 3522 Játékvezetők: Amy Bonner (USA), Jasmina Juras (SRB), Geert Jacobs (BEL) |

### B csoport
| Hely. | Csapat        | M | Gy | V | P+  | P–  | Pk  | P | Továbbjutás              |
| ----- | ------------- | - | -- | - | --- | --- | --- | - | ------------------------ |
| 1.    | Franciaország | 3 | 3  | 0 | 233 | 179 | +54 | 6 | Negyeddöntő              |
| 2.    | Svédország    | 3 | 1  | 2 | 196 | 193 | +3  | 4 | A negyeddöntőbe jutásért |
| 3.    | Montenegró    | 3 | 1  | 2 | 174 | 212 | −38 | 4 | A negyeddöntőbe jutásért |
| 4.    | Csehország    | 3 | 1  | 2 | 189 | 208 | −19 | 4 |                          |

1. 1 2 3  Svédország 3 pont, +9 pk; Montenegró 3 pont, −3 pk; Csehország 3 pont, −6 pk

| 2019. június 27. 13:00 | Svédország                             | 67–51     | Montenegró | Arena Riga, Riga Nézőszám: 693 Játékvezetők: Özlem Yalman (TUR), Amy Bonner (USA), Beniamino Attard (ITA) |
| 2019. június 27. 13:00 | (23–8, 8–15, 18–10, 18–18) Jegyzőkönyv |           |            | Arena Riga, Riga Nézőszám: 693 Játékvezetők: Özlem Yalman (TUR), Amy Bonner (USA), Beniamino Attard (ITA) |
| 2019. június 27. 13:00 | Zahui 21                               | Pont      | Johnson 15 | Arena Riga, Riga Nézőszám: 693 Játékvezetők: Özlem Yalman (TUR), Amy Bonner (USA), Beniamino Attard (ITA) |
| 2019. június 27. 13:00 | Zahui 12                               | Lepattanó | Johnson 9  | Arena Riga, Riga Nézőszám: 693 Játékvezetők: Özlem Yalman (TUR), Amy Bonner (USA), Beniamino Attard (ITA) |
| 2019. június 27. 13:00 | E. Eldebrink 4                         | Gólpassz  | Mujović 6  | Arena Riga, Riga Nézőszám: 693 Játékvezetők: Özlem Yalman (TUR), Amy Bonner (USA), Beniamino Attard (ITA) |

| 2019. június 27. 15:30 | Franciaország                           | 74–61     | Csehország             | Arena Riga, Riga Nézőszám: 450 Játékvezetők: Andrei Sharapa (BLR), Jelena Tomić (CRO), Mila Čavara (BIH) |
| 2019. június 27. 15:30 | (19–20, 9–15, 22–15, 24–11) Jegyzőkönyv |           |                        | Arena Riga, Riga Nézőszám: 450 Játékvezetők: Andrei Sharapa (BLR), Jelena Tomić (CRO), Mila Čavara (BIH) |
| 2019. június 27. 15:30 | Époupa 18                               | Pont      | Hejdová 19             | Arena Riga, Riga Nézőszám: 450 Játékvezetők: Andrei Sharapa (BLR), Jelena Tomić (CRO), Mila Čavara (BIH) |
| 2019. június 27. 15:30 | Gruda, Miyem 8                          | Lepattanó | Březinová 6            | Arena Riga, Riga Nézőszám: 450 Játékvezetők: Andrei Sharapa (BLR), Jelena Tomić (CRO), Mila Čavara (BIH) |
| 2019. június 27. 15:30 | Époupa 6                                | Gólpassz  | Bartáková, Vyoralová 4 | Arena Riga, Riga Nézőszám: 450 Játékvezetők: Andrei Sharapa (BLR), Jelena Tomić (CRO), Mila Čavara (BIH) |

| 2019. június 28. 13:00 | Csehország                              | 71–64     | Svédország | Arena Riga, Riga Nézőszám: 690 Játékvezetők: Jasmina Juras (SRB), Jelena Tomić (CRO), Andrei Sharapa (BLR) |
| 2019. június 28. 13:00 | (14–14, 16–30, 22–9, 19–11) Jegyzőkönyv |           |            | Arena Riga, Riga Nézőszám: 690 Játékvezetők: Jasmina Juras (SRB), Jelena Tomić (CRO), Andrei Sharapa (BLR) |
| 2019. június 28. 13:00 | Březinová 23                            | Pont      | Zahui 19   | Arena Riga, Riga Nézőszám: 690 Játékvezetők: Jasmina Juras (SRB), Jelena Tomić (CRO), Andrei Sharapa (BLR) |
| 2019. június 28. 13:00 | Štěpánová 7                             | Lepattanó | Zahui 7    | Arena Riga, Riga Nézőszám: 690 Játékvezetők: Jasmina Juras (SRB), Jelena Tomić (CRO), Andrei Sharapa (BLR) |
| 2019. június 28. 13:00 | Bartáková, Vyoralová 5                  | Gólpassz  | Zahui 5    | Arena Riga, Riga Nézőszám: 690 Játékvezetők: Jasmina Juras (SRB), Jelena Tomić (CRO), Andrei Sharapa (BLR) |

| 2019. június 28. 15:30 | Montenegró                               | 53–88     | Franciaország | Arena Riga, Riga Nézőszám: 250 Játékvezetők: Özlem Yalman (TUR), Amy Bonner (USA), Földházi Tamás (HUN) |
| 2019. június 28. 15:30 | (13–24, 12–22, 13–21, 15–21) Jegyzőkönyv |           |               | Arena Riga, Riga Nézőszám: 250 Játékvezetők: Özlem Yalman (TUR), Amy Bonner (USA), Földházi Tamás (HUN) |
| 2019. június 28. 15:30 | Mujović 12                               | Pont      | Johannès 15   | Arena Riga, Riga Nézőszám: 250 Játékvezetők: Özlem Yalman (TUR), Amy Bonner (USA), Földházi Tamás (HUN) |
| 2019. június 28. 15:30 | három játékos 5                          | Lepattanó | Ayayi 7       | Arena Riga, Riga Nézőszám: 250 Játékvezetők: Özlem Yalman (TUR), Amy Bonner (USA), Földházi Tamás (HUN) |
| 2019. június 28. 15:30 | Aleksić 3                                | Gólpassz  | Époupa 6      | Arena Riga, Riga Nézőszám: 250 Játékvezetők: Özlem Yalman (TUR), Amy Bonner (USA), Földházi Tamás (HUN) |

| 2019. június 30. 15:30 | Csehország                               | 57–70     | Montenegró            | Arena Riga, Riga Nézőszám: 463 Játékvezetők: Maj Forsberg (DEN), Andrei Sharapa (BLR), Elena Chernova (RUS) |
| 2019. június 30. 15:30 | (11–20, 13–19, 14–12, 19–19) Jegyzőkönyv |           |                       | Arena Riga, Riga Nézőszám: 463 Játékvezetők: Maj Forsberg (DEN), Andrei Sharapa (BLR), Elena Chernova (RUS) |
| 2019. június 30. 15:30 | Hejdová 16                               | Pont      | Johnson 27            | Arena Riga, Riga Nézőszám: 463 Játékvezetők: Maj Forsberg (DEN), Andrei Sharapa (BLR), Elena Chernova (RUS) |
| 2019. június 30. 15:30 | Hejdová 9                                | Lepattanó | Johnson, Jovanović 14 | Arena Riga, Riga Nézőszám: 463 Játékvezetők: Maj Forsberg (DEN), Andrei Sharapa (BLR), Elena Chernova (RUS) |
| 2019. június 30. 15:30 | Štěpánová, Vyoralová 4                   | Gólpassz  | Mujović 9             | Arena Riga, Riga Nézőszám: 463 Játékvezetők: Maj Forsberg (DEN), Andrei Sharapa (BLR), Elena Chernova (RUS) |

| 2019. június 30. 21:00 | Svédország                              | 65–71     | Franciaország | Arena Riga, Riga Nézőszám: 705 Játékvezetők: Özlem Yalman (TUR), Blaž Zupančič (SLO), Viola Györgyi (NOR) |
| 2019. június 30. 21:00 | (9–17, 16–18, 16–16, 24–20) Jegyzőkönyv |           |               | Arena Riga, Riga Nézőszám: 705 Játékvezetők: Özlem Yalman (TUR), Blaž Zupančič (SLO), Viola Györgyi (NOR) |
| 2019. június 30. 21:00 | E. Eldebrink 18                         | Pont      | Gruda 16      | Arena Riga, Riga Nézőszám: 705 Játékvezetők: Özlem Yalman (TUR), Blaž Zupančič (SLO), Viola Györgyi (NOR) |
| 2019. június 30. 21:00 | Zahui 14                                | Lepattanó | Époupa 7      | Arena Riga, Riga Nézőszám: 705 Játékvezetők: Özlem Yalman (TUR), Blaž Zupančič (SLO), Viola Györgyi (NOR) |
| 2019. június 30. 21:00 | F. Eldebrink 5                          | Gólpassz  | Époupa 7      | Arena Riga, Riga Nézőszám: 705 Játékvezetők: Özlem Yalman (TUR), Blaž Zupančič (SLO), Viola Györgyi (NOR) |

### C csoport
| Hely. | Csapat       | M | Gy | V | P+  | P–  | Pk  | P | Továbbjutás              |
| ----- | ------------ | - | -- | - | --- | --- | --- | - | ------------------------ |
| 1.    | Magyarország | 3 | 2  | 1 | 205 | 194 | +11 | 5 | Negyeddöntő              |
| 2.    | Olaszország  | 3 | 2  | 1 | 183 | 170 | +13 | 5 | A negyeddöntőbe jutásért |
| 3.    | Szlovénia    | 3 | 1  | 2 | 203 | 218 | −15 | 4 | A negyeddöntőbe jutásért |
| 4.    | Törökország  | 3 | 1  | 2 | 168 | 177 | −9  | 4 |                          |

1. 1 2  Olaszország 51–59 Magyarország
2. 1 2  Szlovénia 62–55 Törökország

| 2019. június 27. 16:00 | Magyarország                             | 88–84     | Szlovénia | Čair Sports Center, Niš Nézőszám: 420 Játékvezetők: Marius Ciulin (ROU), Andrada Csender (ROU), Esperanza Mendoza (ESP) |
| 2019. június 27. 16:00 | (22–25, 14–14, 23–30, 29–15) Jegyzőkönyv |           |           | Čair Sports Center, Niš Nézőszám: 420 Játékvezetők: Marius Ciulin (ROU), Andrada Csender (ROU), Esperanza Mendoza (ESP) |
| 2019. június 27. 16:00 | Turner 23                                | Pont      | Oblak 21  | Čair Sports Center, Niš Nézőszám: 420 Játékvezetők: Marius Ciulin (ROU), Andrada Csender (ROU), Esperanza Mendoza (ESP) |
| 2019. június 27. 16:00 | Határ 11                                 | Lepattanó | Lisec 8   | Čair Sports Center, Niš Nézőszám: 420 Játékvezetők: Marius Ciulin (ROU), Andrada Csender (ROU), Esperanza Mendoza (ESP) |
| 2019. június 27. 16:00 | Turner 6                                 | Gólpassz  | Barič 10  | Čair Sports Center, Niš Nézőszám: 420 Játékvezetők: Marius Ciulin (ROU), Andrada Csender (ROU), Esperanza Mendoza (ESP) |

| 2019. június 27. 18:30 | Törökország                             | 54–57     | Olaszország   | Čair Sports Center, Niš Nézőszám: 312 Játékvezetők: Mārtiņš Koslovskis (LAT), Radomir Vojinović (MNE), Ivor Matějek (CZE) |
| 2019. június 27. 18:30 | (17–10, 8–16, 12–10, 17–21) Jegyzőkönyv |           |               | Čair Sports Center, Niš Nézőszám: 312 Játékvezetők: Mārtiņš Koslovskis (LAT), Radomir Vojinović (MNE), Ivor Matějek (CZE) |
| 2019. június 27. 18:30 | Çakır 13                                | Pont      | Sottana 16    | Čair Sports Center, Niš Nézőszám: 312 Játékvezetők: Mārtiņš Koslovskis (LAT), Radomir Vojinović (MNE), Ivor Matějek (CZE) |
| 2019. június 27. 18:30 | Stokes 8                                | Lepattanó | Cubaj 7       | Čair Sports Center, Niš Nézőszám: 312 Játékvezetők: Mārtiņš Koslovskis (LAT), Radomir Vojinović (MNE), Ivor Matějek (CZE) |
| 2019. június 27. 18:30 | Köksal 4                                | Gólpassz  | Zandalasini 5 | Čair Sports Center, Niš Nézőszám: 312 Játékvezetők: Mārtiņš Koslovskis (LAT), Radomir Vojinović (MNE), Ivor Matějek (CZE) |

| 2019. június 28. 16:00 | Szlovénia                               | 62–55     | Törökország | Čair Sports Center, Niš Nézőszám: 500 Játékvezetők: Marius Ciulin (ROU), Mārtiņš Koslovskis (LAT), Ivor Matějek (CZE) |
| 2019. június 28. 16:00 | (14–14, 16–15, 16–18, 16–8) Jegyzőkönyv |           |             | Čair Sports Center, Niš Nézőszám: 500 Játékvezetők: Marius Ciulin (ROU), Mārtiņš Koslovskis (LAT), Ivor Matějek (CZE) |
| 2019. június 28. 16:00 | Oblak 18                                | Pont      | Stokes 17   | Čair Sports Center, Niš Nézőszám: 500 Játékvezetők: Marius Ciulin (ROU), Mārtiņš Koslovskis (LAT), Ivor Matějek (CZE) |
| 2019. június 28. 16:00 | Frišcovec 7                             | Lepattanó | Stokes 19   | Čair Sports Center, Niš Nézőszám: 500 Játékvezetők: Marius Ciulin (ROU), Mārtiņš Koslovskis (LAT), Ivor Matějek (CZE) |
| 2019. június 28. 16:00 | Barič 12                                | Gólpassz  | Canitez 4   | Čair Sports Center, Niš Nézőszám: 500 Játékvezetők: Marius Ciulin (ROU), Mārtiņš Koslovskis (LAT), Ivor Matějek (CZE) |

| 2019. június 28. 18:30 | Olaszország                            | 51–59     | Magyarország | Čair Sports Center, Niš Nézőszám: 388 Játékvezetők: Radomir Vojinović (MNE), Andrada Csender (ROU), Sergiy Chaykovskyy (UKR) |
| 2019. június 28. 18:30 | (11–18, 15–7, 7–14, 18–20) Jegyzőkönyv |           |              | Čair Sports Center, Niš Nézőszám: 388 Játékvezetők: Radomir Vojinović (MNE), Andrada Csender (ROU), Sergiy Chaykovskyy (UKR) |
| 2019. június 28. 18:30 | Sottana 16                             | Pont      | Horti 13     | Čair Sports Center, Niš Nézőszám: 388 Játékvezetők: Radomir Vojinović (MNE), Andrada Csender (ROU), Sergiy Chaykovskyy (UKR) |
| 2019. június 28. 18:30 | Cubaj 10                               | Lepattanó | Turner 11    | Čair Sports Center, Niš Nézőszám: 388 Játékvezetők: Radomir Vojinović (MNE), Andrada Csender (ROU), Sergiy Chaykovskyy (UKR) |
| 2019. június 28. 18:30 | Sottana 4                              | Gólpassz  | Varga 3      | Čair Sports Center, Niš Nézőszám: 388 Játékvezetők: Radomir Vojinović (MNE), Andrada Csender (ROU), Sergiy Chaykovskyy (UKR) |

| 2019. június 30. 16:00 | Magyarország                            | 58–59     | Törökország      | Čair Sports Center, Niš Nézőszám: 288 Játékvezetők: Radomir Vojinović (MNE), Andrada Csender (ROU), Esperanza Mendoza (ESP) |
| 2019. június 30. 16:00 | (14–19, 12–8, 15–20, 17–12) Jegyzőkönyv |           |                  | Čair Sports Center, Niš Nézőszám: 288 Játékvezetők: Radomir Vojinović (MNE), Andrada Csender (ROU), Esperanza Mendoza (ESP) |
| 2019. június 30. 16:00 | Határ 15                                | Pont      | Çakır, Stokes 11 | Čair Sports Center, Niš Nézőszám: 288 Játékvezetők: Radomir Vojinović (MNE), Andrada Csender (ROU), Esperanza Mendoza (ESP) |
| 2019. június 30. 16:00 | Határ 7                                 | Lepattanó | Stokes 5         | Čair Sports Center, Niš Nézőszám: 288 Játékvezetők: Radomir Vojinović (MNE), Andrada Csender (ROU), Esperanza Mendoza (ESP) |
| 2019. június 30. 16:00 | Dubei 4                                 | Gólpassz  | Alben 7          | Čair Sports Center, Niš Nézőszám: 288 Játékvezetők: Radomir Vojinović (MNE), Andrada Csender (ROU), Esperanza Mendoza (ESP) |

| 2019. június 30. 18:30 | Olaszország                              | 75–57     | Szlovénia | Čair Sports Center, Niš Nézőszám: 550 Játékvezetők: Marius Ciulin (ROU), Mārtiņš Koslovskis (LAT), Sergiy Chaykovskyy (UKR) |
| 2019. június 30. 18:30 | (18–21, 18–11, 20–11, 19–14) Jegyzőkönyv |           |           | Čair Sports Center, Niš Nézőszám: 550 Játékvezetők: Marius Ciulin (ROU), Mārtiņš Koslovskis (LAT), Sergiy Chaykovskyy (UKR) |
| 2019. június 30. 18:30 | Dotto 18                                 | Pont      | Barič 15  | Čair Sports Center, Niš Nézőszám: 550 Játékvezetők: Marius Ciulin (ROU), Mārtiņš Koslovskis (LAT), Sergiy Chaykovskyy (UKR) |
| 2019. június 30. 18:30 | Andrè 10                                 | Lepattanó | Evans 9   | Čair Sports Center, Niš Nézőszám: 550 Játékvezetők: Marius Ciulin (ROU), Mārtiņš Koslovskis (LAT), Sergiy Chaykovskyy (UKR) |
| 2019. június 30. 18:30 | Zandalasini 5                            | Gólpassz  | Prezelj 4 | Čair Sports Center, Niš Nézőszám: 550 Játékvezetők: Marius Ciulin (ROU), Mārtiņš Koslovskis (LAT), Sergiy Chaykovskyy (UKR) |

### D csoport
| Hely. | Csapat           | M | Gy | V | P+  | P–  | Pk  | P | Továbbjutás              |
| ----- | ---------------- | - | -- | - | --- | --- | --- | - | ------------------------ |
| 1.    | Szerbia (R)      | 3 | 3  | 0 | 202 | 182 | +20 | 6 | Negyeddöntő              |
| 2.    | Belgium          | 3 | 1  | 2 | 194 | 193 | +1  | 4 | A negyeddöntőbe jutásért |
| 3.    | Oroszország      | 3 | 1  | 2 | 193 | 206 | −13 | 4 | A negyeddöntőbe jutásért |
| 4.    | Fehéroroszország | 3 | 1  | 2 | 184 | 192 | −8  | 4 |                          |

1. 1 2 3  Belgium 3 pont, +5 pk; Oroszország 3 pont, +1 pk; Fehéroroszország 3 pont, −6 pk

| 2019. június 27. 17:45 | Oroszország                             | 54–67     | Belgium      | Crystal Hall, Nagybecskerek Nézőszám: 365 Játékvezetők: Dariusz Zapolski (POL), Thomas Bissuel (FRA), Michał Proc (POL) |
| 2019. június 27. 17:45 | (19–16, 13–24, 15–13, 7–14) Jegyzőkönyv |           |              | Crystal Hall, Nagybecskerek Nézőszám: 365 Játékvezetők: Dariusz Zapolski (POL), Thomas Bissuel (FRA), Michał Proc (POL) |
| 2019. június 27. 17:45 | Vadeeva 20                              | Pont      | Meesseman 29 | Crystal Hall, Nagybecskerek Nézőszám: 365 Játékvezetők: Dariusz Zapolski (POL), Thomas Bissuel (FRA), Michał Proc (POL) |
| 2019. június 27. 17:45 | Vadeeva 11                              | Lepattanó | Meesseman 9  | Crystal Hall, Nagybecskerek Nézőszám: 365 Játékvezetők: Dariusz Zapolski (POL), Thomas Bissuel (FRA), Michał Proc (POL) |
| 2019. június 27. 17:45 | Fedorenkova 4                           | Gólpassz  | Allemand 6   | Crystal Hall, Nagybecskerek Nézőszám: 365 Játékvezetők: Dariusz Zapolski (POL), Thomas Bissuel (FRA), Michał Proc (POL) |

| 2019. június 27. 20:30 | Fehéroroszország                         | 53–55     | Szerbia                | Crystal Hall, Nagybecskerek Nézőszám: 1394 Játékvezetők: Vasiliki Tsaroucha (GRE), Gentian Cici (ALB), Zdenko Tomašovič (SVK) |
| 2019. június 27. 20:30 | (16–18, 16–11, 10–12, 11–14) Jegyzőkönyv |           |                        | Crystal Hall, Nagybecskerek Nézőszám: 1394 Játékvezetők: Vasiliki Tsaroucha (GRE), Gentian Cici (ALB), Zdenko Tomašovič (SVK) |
| 2019. június 27. 20:30 | Verameyenka 13                           | Pont      | Petrović 18            | Crystal Hall, Nagybecskerek Nézőszám: 1394 Játékvezetők: Vasiliki Tsaroucha (GRE), Gentian Cici (ALB), Zdenko Tomašovič (SVK) |
| 2019. június 27. 20:30 | Papova, Verameyenka 10                   | Lepattanó | Crvendakić, Petrović 6 | Crystal Hall, Nagybecskerek Nézőszám: 1394 Játékvezetők: Vasiliki Tsaroucha (GRE), Gentian Cici (ALB), Zdenko Tomašovič (SVK) |
| 2019. június 27. 20:30 | Bentley 4                                | Gólpassz  | Stanaćev 3             | Crystal Hall, Nagybecskerek Nézőszám: 1394 Játékvezetők: Vasiliki Tsaroucha (GRE), Gentian Cici (ALB), Zdenko Tomašovič (SVK) |

| 2019. június 28. 17:45 | Belgium                                 | 61–69     | Fehéroroszország | Crystal Hall, Nagybecskerek Nézőszám: 333 Játékvezetők: Vasiliki Tsaroucha (GRE), Chris Dodds (GBR), Thomas Bissuel (FRA) |
| 2019. június 28. 17:45 | (19–21, 18–14, 15–18, 9–16) Jegyzőkönyv |           |                  | Crystal Hall, Nagybecskerek Nézőszám: 333 Játékvezetők: Vasiliki Tsaroucha (GRE), Chris Dodds (GBR), Thomas Bissuel (FRA) |
| 2019. június 28. 17:45 | Meesseman 23                            | Pont      | Bentley 19       | Crystal Hall, Nagybecskerek Nézőszám: 333 Játékvezetők: Vasiliki Tsaroucha (GRE), Chris Dodds (GBR), Thomas Bissuel (FRA) |
| 2019. június 28. 17:45 | Meesseman 9                             | Lepattanó | Papova 8         | Crystal Hall, Nagybecskerek Nézőszám: 333 Játékvezetők: Vasiliki Tsaroucha (GRE), Chris Dodds (GBR), Thomas Bissuel (FRA) |
| 2019. június 28. 17:45 | Allemand 7                              | Gólpassz  | Tarasava 5       | Crystal Hall, Nagybecskerek Nézőszám: 333 Játékvezetők: Vasiliki Tsaroucha (GRE), Chris Dodds (GBR), Thomas Bissuel (FRA) |

| 2019. június 28. 20:30 | Szerbia                                  | 77–63     | Oroszország     | Crystal Hall, Nagybecskerek Nézőszám: 1705 Játékvezetők: Gentian Cici (ALB), Dariusz Zapolski (POL), Michał Proc (POL) |
| 2019. június 28. 20:30 | (23–16, 18–16, 12–21, 24–10) Jegyzőkönyv |           |                 | Crystal Hall, Nagybecskerek Nézőszám: 1705 Játékvezetők: Gentian Cici (ALB), Dariusz Zapolski (POL), Michał Proc (POL) |
| 2019. június 28. 20:30 | Dabović 16                               | Pont      | Shilova 11      | Crystal Hall, Nagybecskerek Nézőszám: 1705 Játékvezetők: Gentian Cici (ALB), Dariusz Zapolski (POL), Michał Proc (POL) |
| 2019. június 28. 20:30 | Dabović, Jovanović 7                     | Lepattanó | Musina 15       | Crystal Hall, Nagybecskerek Nézőszám: 1705 Játékvezetők: Gentian Cici (ALB), Dariusz Zapolski (POL), Michał Proc (POL) |
| 2019. június 28. 20:30 | Dabović 6                                | Gólpassz  | három játékos 2 | Crystal Hall, Nagybecskerek Nézőszám: 1705 Játékvezetők: Gentian Cici (ALB), Dariusz Zapolski (POL), Michał Proc (POL) |

| 2019. június 30. 17:45 | Fehéroroszország                        | 62–76     | Oroszország | Crystal Hall, Nagybecskerek Nézőszám: 322 Játékvezetők: Dariusz Zapolski (POL), Michał Proc (POL), Chris Dodds (GBR) |
| 2019. június 30. 17:45 | (19–15, 8–18, 14–19, 21–24) Jegyzőkönyv |           |             | Crystal Hall, Nagybecskerek Nézőszám: 322 Játékvezetők: Dariusz Zapolski (POL), Michał Proc (POL), Chris Dodds (GBR) |
| 2019. június 30. 17:45 | Papova 15                               | Pont      | Vadeeva 21  | Crystal Hall, Nagybecskerek Nézőszám: 322 Játékvezetők: Dariusz Zapolski (POL), Michał Proc (POL), Chris Dodds (GBR) |
| 2019. június 30. 17:45 | Likhtarovich 11                         | Lepattanó | Vadeeva 13  | Crystal Hall, Nagybecskerek Nézőszám: 322 Játékvezetők: Dariusz Zapolski (POL), Michał Proc (POL), Chris Dodds (GBR) |
| 2019. június 30. 17:45 | Bentley 4                               | Gólpassz  | Belyakova 5 | Crystal Hall, Nagybecskerek Nézőszám: 322 Játékvezetők: Dariusz Zapolski (POL), Michał Proc (POL), Chris Dodds (GBR) |

| 2019. június 30. 20:30 | Belgium                                  | 66–70     | Szerbia       | Crystal Hall, Nagybecskerek Nézőszám: 2162 Játékvezetők: Vasiliki Tsaroucha (GRE), Gentian Cici (ALB), Zdenko Tomašovič (SVK) |
| 2019. június 30. 20:30 | (15–16, 19–10, 14–16, 18–28) Jegyzőkönyv |           |               | Crystal Hall, Nagybecskerek Nézőszám: 2162 Játékvezetők: Vasiliki Tsaroucha (GRE), Gentian Cici (ALB), Zdenko Tomašovič (SVK) |
| 2019. június 30. 20:30 | Meesseman 21                             | Pont      | Brooks 16     | Crystal Hall, Nagybecskerek Nézőszám: 2162 Játékvezetők: Vasiliki Tsaroucha (GRE), Gentian Cici (ALB), Zdenko Tomašovič (SVK) |
| 2019. június 30. 20:30 | Meesseman 9                              | Lepattanó | Crvendakić 11 | Crystal Hall, Nagybecskerek Nézőszám: 2162 Játékvezetők: Vasiliki Tsaroucha (GRE), Gentian Cici (ALB), Zdenko Tomašovič (SVK) |
| 2019. június 30. 20:30 | Allemand, Meesseman 4                    | Gólpassz  | Dabović 5     | Crystal Hall, Nagybecskerek Nézőszám: 2162 Játékvezetők: Vasiliki Tsaroucha (GRE), Gentian Cici (ALB), Zdenko Tomašovič (SVK) |

## Egyenes kieséses szakasz
|  |                          |                          |                          |               |               |                |                |              |  |  |                |                |           |               |               |               |           |           |
|  | A negyeddöntőbe jutásért | A negyeddöntőbe jutásért | A negyeddöntőbe jutásért |               |               | Negyeddöntők   | Negyeddöntők   | Negyeddöntők |  |  | Elődöntők      | Elődöntők      | Elődöntők |               |               | Döntő         | Döntő     | Döntő     |
|  | A negyeddöntőbe jutásért | A negyeddöntőbe jutásért | A negyeddöntőbe jutásért |               |               | Negyeddöntők   | Negyeddöntők   | Negyeddöntők |  |  | Elődöntők      | Elődöntők      | Elődöntők |               |               | Döntő         | Döntő     | Döntő     |
|  |                          |                          |                          | július 4.     |               |                |                |              |  |  |                |                |           |               |               |               |           |           |
|  |                          |                          |                          |               |               |                |                |              |  |  |                |                |           |               |               |               |           |           |
|  | július 2.                | július 2.                | július 2.                | Spanyolország | Spanyolország | 78             |                |              |  |  |                |                |           |               |               |               |           |           |
|  | július 2.                | július 2.                | július 2.                | Spanyolország | Spanyolország | 78             | július 6.      |              |  |  |                |                |           |               |               |               |           |           |
|  | Olaszország              | Olaszország              | 54                       |               |               | Oroszország    | Oroszország    | 54           |  |  |                |                |           |               |               |               |           |           |
|  | Olaszország              | Olaszország              | 54                       |               |               | Oroszország    | Oroszország    | 54           |  |  | Spanyolország  | Spanyolország  | 71        |               |               |               |           |           |
|  | Oroszország              | Oroszország              | 63                       |               |               | július 4.      | július 4.      | július 4.    |  |  | Spanyolország  | Spanyolország  | 71        |               |               |               |           |           |
|  | Oroszország              | Oroszország              | 63                       |               |               | július 4.      | július 4.      | július 4.    |  |  | Szerbia        | Szerbia        | 66        |               |               |               |           |           |
|  | július 1.                | július 1.                | július 1.                | Szerbia       | Szerbia       | 87             |                |              |  |  | Szerbia        | Szerbia        | 66        |               |               |               |           |           |
|  | július 1.                | július 1.                | július 1.                | Szerbia       | Szerbia       | 87             | július 7.      |              |  |  |                |                |           |               |               |               |           |           |
|  | Svédország               | Svédország               | 77                       |               |               | Svédország     | Svédország     | 49           |  |  |                |                |           |               |               |               |           |           |
|  | Svédország               | Svédország               | 77                       |               |               | Svédország     | Svédország     | 49           |  |  | Spanyolország  | Spanyolország  | 86        |               |               |               |           |           |
|  | Lettország               | Lettország               | 62                       |               |               | július 4.      | július 4.      | július 4.    |  |  |                | Spanyolország  | 86        |               |               |               |           |           |
|  | Lettország               | Lettország               | 62                       |               |               | július 4.      | július 4.      | július 4.    |  |  | Franciaország  | Franciaország  | 66        |               |               |               |           |           |
|  | július 2.                | július 2.                | július 2.                | Franciaország | Franciaország | 84             |                |              |  |  | Franciaország  | Franciaország  | 66        |               |               |               |           |           |
|  | július 2.                | július 2.                | július 2.                | Franciaország | Franciaország | 84             | július 6.      |              |  |  |                |                |           |               |               |               |           |           |
|  | Belgium                  | Belgium                  | 72                       |               |               | Belgium        | Belgium        | 80           |  |  |                |                |           |               |               |               |           |           |
|  | Belgium                  | Belgium                  | 72                       |               |               | Belgium        | Belgium        | 80           |  |  | Franciaország  | Franciaország  | 63        | Bronzmérkőzés | Bronzmérkőzés | Bronzmérkőzés |           |           |
|  | Szlovénia                | Szlovénia                | 67                       |               |               | július 4.      | július 4.      | július 4.    |  |  | Franciaország  | Franciaország  | 63        | Bronzmérkőzés | Bronzmérkőzés | Bronzmérkőzés |           |           |
|  | Szlovénia                | Szlovénia                | 67                       |               |               | július 4.      | július 4.      | július 4.    |  |  | Nagy-Britannia | Nagy-Britannia | 56        |               |               | július 7.     | július 7. | július 7. |
|  | július 1.                | július 1.                | július 1.                | Magyarország  | Magyarország  | 59             |                |              |  |  | Nagy-Britannia | Nagy-Britannia | 56        |               |               | július 7.     | július 7. | július 7. |
|  | július 1.                | július 1.                | július 1.                | Magyarország  | Magyarország  | 59             |                |              |  |  |                | Szerbia        | Szerbia   | 81            |               |               |           |           |
|  | Nagy-Britannia           | Nagy-Britannia           | 92                       |               |               | Nagy-Britannia | Nagy-Britannia | 62           |  |  |                | Szerbia        | Szerbia   | 81            |               |               |           |           |
|  | Nagy-Britannia           | Nagy-Britannia           | 92                       |               |               | Nagy-Britannia | Nagy-Britannia | 62           |  |  | Nagy-Britannia | Nagy-Britannia | 55        |               |               |               |           |           |
|  | Montenegró               | Montenegró               | 71                       |               |               |                |                |              |  |  | Nagy-Britannia | Nagy-Britannia | 55        |               |               |               |           |           |
|  | Montenegró               | Montenegró               | 71                       |               |               |                |                |              |  |  |                |                |           |               |               |               |           |           |

### A negyeddöntőbe jutásért
| 2019. július 1. 18:30 | Svédország                              | 77–62     | Lettország     | Arena Riga, Riga Nézőszám: 2250 Játékvezetők: Jasmina Juras (SRB), Özlem Yalman (TUR), Mila Čavara (BIH) |
| 2019. július 1. 18:30 | (23–14, 22–9, 14–17, 18–22) Jegyzőkönyv |           |                | Arena Riga, Riga Nézőszám: 2250 Játékvezetők: Jasmina Juras (SRB), Özlem Yalman (TUR), Mila Čavara (BIH) |
| 2019. július 1. 18:30 | F. Eldebrink 21                         | Pont      | Dikaioulaku 14 | Arena Riga, Riga Nézőszám: 2250 Játékvezetők: Jasmina Juras (SRB), Özlem Yalman (TUR), Mila Čavara (BIH) |
| 2019. július 1. 18:30 | Magarity 11                             | Lepattanó | Brumermane 9   | Arena Riga, Riga Nézőszám: 2250 Játékvezetők: Jasmina Juras (SRB), Özlem Yalman (TUR), Mila Čavara (BIH) |
| 2019. július 1. 18:30 | E. Eldebrink 8                          | Gólpassz  | Strautmane 5   | Arena Riga, Riga Nézőszám: 2250 Játékvezetők: Jasmina Juras (SRB), Özlem Yalman (TUR), Mila Čavara (BIH) |

| 2019. július 1. 21:00 | Nagy-Britannia                           | 92–71     | Montenegró           | Arena Riga, Riga Nézőszám: 200 Játékvezetők: Maj Forsberg (DEN), Amy Bonner (USA), Andrei Sharapa (BLR) |
| 2019. július 1. 21:00 | (22–14, 22–27, 25–19, 23–11) Jegyzőkönyv |           |                      | Arena Riga, Riga Nézőszám: 200 Játékvezetők: Maj Forsberg (DEN), Amy Bonner (USA), Andrei Sharapa (BLR) |
| 2019. július 1. 21:00 | Fagbenle 29                              | Pont      | Mujović 16           | Arena Riga, Riga Nézőszám: 200 Játékvezetők: Maj Forsberg (DEN), Amy Bonner (USA), Andrei Sharapa (BLR) |
| 2019. július 1. 21:00 | Leedham 8                                | Lepattanó | Johnson, Jovanović 6 | Arena Riga, Riga Nézőszám: 200 Játékvezetők: Maj Forsberg (DEN), Amy Bonner (USA), Andrei Sharapa (BLR) |
| 2019. július 1. 21:00 | Leedham 7                                | Gólpassz  | Jovanović 5          | Arena Riga, Riga Nézőszám: 200 Játékvezetők: Maj Forsberg (DEN), Amy Bonner (USA), Andrei Sharapa (BLR) |

| 2019. július 2. 18:00 | Belgium                                  | 72–67     | Szlovénia          | Štark Aréna, Belgrád Nézőszám: 338 Játékvezetők: Gentian Cici (ALB), Mārtiņš Kozlovskis (LAT), Dariusz Zapolski (POL) |
| 2019. július 2. 18:00 | (10–20, 24–12, 19–19, 19–16) Jegyzőkönyv |           |                    | Štark Aréna, Belgrád Nézőszám: 338 Játékvezetők: Gentian Cici (ALB), Mārtiņš Kozlovskis (LAT), Dariusz Zapolski (POL) |
| 2019. július 2. 18:00 | Allemand 25                              | Pont      | három játékos 15   | Štark Aréna, Belgrád Nézőszám: 338 Játékvezetők: Gentian Cici (ALB), Mārtiņš Kozlovskis (LAT), Dariusz Zapolski (POL) |
| 2019. július 2. 18:00 | Mestdagh 11                              | Lepattanó | Friškovec, Lisec 7 | Štark Aréna, Belgrád Nézőszám: 338 Játékvezetők: Gentian Cici (ALB), Mārtiņš Kozlovskis (LAT), Dariusz Zapolski (POL) |
| 2019. július 2. 18:00 | Meesseman 5                              | Gólpassz  | Barič 9            | Štark Aréna, Belgrád Nézőszám: 338 Játékvezetők: Gentian Cici (ALB), Mārtiņš Kozlovskis (LAT), Dariusz Zapolski (POL) |

| 2019. július 2. 20:30 | Olaszország                             | 54–63     | Oroszország | Štark Aréna, Belgrád Játékvezetők: Vasiliki Tsaroucha (GRE), Marius Ciulin (ROU), Radomir Vojinović (MNE) |
| 2019. július 2. 20:30 | (17–17, 16–12, 12–18, 9–16) Jegyzőkönyv |           |             | Štark Aréna, Belgrád Játékvezetők: Vasiliki Tsaroucha (GRE), Marius Ciulin (ROU), Radomir Vojinović (MNE) |
| 2019. július 2. 20:30 | Zandalasini 24                          | Pont      | Vadeeva 19  | Štark Aréna, Belgrád Játékvezetők: Vasiliki Tsaroucha (GRE), Marius Ciulin (ROU), Radomir Vojinović (MNE) |
| 2019. július 2. 20:30 | Dotto 7                                 | Lepattanó | Vadeeva 9   | Štark Aréna, Belgrád Játékvezetők: Vasiliki Tsaroucha (GRE), Marius Ciulin (ROU), Radomir Vojinović (MNE) |
| 2019. július 2. 20:30 | Dotto 5                                 | Gólpassz  | Shilova 4   | Štark Aréna, Belgrád Játékvezetők: Vasiliki Tsaroucha (GRE), Marius Ciulin (ROU), Radomir Vojinović (MNE) |

### Negyeddöntők
| 2019. július 4. 12:30 | Magyarország                            | 59–62     | Nagy-Britannia | Štark Aréna, Belgrád Játékvezetők: Vasiliki Tsaroucha (GRE), Marius Ciulin (ROU), Zdenko Tomašovič (SVK) |
| 2019. július 4. 12:30 | (13-15, 9-17, 16-16, 21-14) Jegyzőkönyv |           |                | Štark Aréna, Belgrád Játékvezetők: Vasiliki Tsaroucha (GRE), Marius Ciulin (ROU), Zdenko Tomašovič (SVK) |
| 2019. július 4. 12:30 | Turner 11                               | Pont      | Fagbenle 29    | Štark Aréna, Belgrád Játékvezetők: Vasiliki Tsaroucha (GRE), Marius Ciulin (ROU), Zdenko Tomašovič (SVK) |
| 2019. július 4. 12:30 | Turner 8                                | Lepattanó | Leedham 12     | Štark Aréna, Belgrád Játékvezetők: Vasiliki Tsaroucha (GRE), Marius Ciulin (ROU), Zdenko Tomašovič (SVK) |
| 2019. július 4. 12:30 | Turner 4                                | Gólpassz  | Leedham 8      | Štark Aréna, Belgrád Játékvezetők: Vasiliki Tsaroucha (GRE), Marius Ciulin (ROU), Zdenko Tomašovič (SVK) |

| 2019. július 4. 15:00 | Spanyolország                           | 78–54     | Oroszország | Štark Aréna, Belgrád Nézőszám: 651 Játékvezetők: Özlem Yalman (TUR), Radomir Vojinović (MNE), Thomas Bissuel (FRA) |
| 2019. július 4. 15:00 | (19–16, 25–12, 17–17, 17–9) Jegyzőkönyv |           |             | Štark Aréna, Belgrád Nézőszám: 651 Játékvezetők: Özlem Yalman (TUR), Radomir Vojinović (MNE), Thomas Bissuel (FRA) |
| 2019. július 4. 15:00 | Ndour 24                                | Pont      | Levchenko 8 | Štark Aréna, Belgrád Nézőszám: 651 Játékvezetők: Özlem Yalman (TUR), Radomir Vojinović (MNE), Thomas Bissuel (FRA) |
| 2019. július 4. 15:00 | Ndour 12                                | Lepattanó | Vadeeva 10  | Štark Aréna, Belgrád Nézőszám: 651 Játékvezetők: Özlem Yalman (TUR), Radomir Vojinović (MNE), Thomas Bissuel (FRA) |
| 2019. július 4. 15:00 | Cruz 6                                  | Gólpassz  | Levchenko 3 | Štark Aréna, Belgrád Nézőszám: 651 Játékvezetők: Özlem Yalman (TUR), Radomir Vojinović (MNE), Thomas Bissuel (FRA) |

| 2019. július 4. 18:00 | Franciaország                                  | 84–80 (h. u.) | Belgium      | Štark Aréna, Belgrád Nézőszám: 1083 Játékvezetők: Jasmina Juras (SRB), Andrei Sharapa (BLR), Saša Maričić (SRB) |
| 2019. július 4. 18:00 | (27–16, 8–16, 19–22, 14–14, 16–12) Jegyzőkönyv |               |              | Štark Aréna, Belgrád Nézőszám: 1083 Játékvezetők: Jasmina Juras (SRB), Andrei Sharapa (BLR), Saša Maričić (SRB) |
| 2019. július 4. 18:00 | Gruda 33                                       | Pont          | Meesseman 24 | Štark Aréna, Belgrád Nézőszám: 1083 Játékvezetők: Jasmina Juras (SRB), Andrei Sharapa (BLR), Saša Maričić (SRB) |
| 2019. július 4. 18:00 | Gruda 10                                       | Lepattanó     | Mestdagh 10  | Štark Aréna, Belgrád Nézőszám: 1083 Játékvezetők: Jasmina Juras (SRB), Andrei Sharapa (BLR), Saša Maričić (SRB) |
| 2019. július 4. 18:00 | Époupa, Johannès 5                             | Gólpassz      | Mestdagh 7   | Štark Aréna, Belgrád Nézőszám: 1083 Játékvezetők: Jasmina Juras (SRB), Andrei Sharapa (BLR), Saša Maričić (SRB) |

| 2019. július 4. 20:30 | Szerbia                                 | 87–49     | Svédország        | Štark Aréna, Belgrád Nézőszám: 5938 Játékvezetők: Amy Bonner (USA), Mārtiņš Kozlovskis (LAT), Dariusz Zapolski (POL) |
| 2019. július 4. 20:30 | (21–12, 22–9, 21–12, 23–16) Jegyzőkönyv |           |                   | Štark Aréna, Belgrád Nézőszám: 5938 Játékvezetők: Amy Bonner (USA), Mārtiņš Kozlovskis (LAT), Dariusz Zapolski (POL) |
| 2019. július 4. 20:30 | Dabović 19                              | Pont      | F. Eldebrink 12   | Štark Aréna, Belgrád Nézőszám: 5938 Játékvezetők: Amy Bonner (USA), Mārtiņš Kozlovskis (LAT), Dariusz Zapolski (POL) |
| 2019. július 4. 20:30 | három játékos 5                         | Lepattanó | Zahui 10          | Štark Aréna, Belgrád Nézőszám: 5938 Játékvezetők: Amy Bonner (USA), Mārtiņš Kozlovskis (LAT), Dariusz Zapolski (POL) |
| 2019. július 4. 20:30 | három játékos 4                         | Gólpassz  | Loyd, Lundquist 2 | Štark Aréna, Belgrád Nézőszám: 5938 Játékvezetők: Amy Bonner (USA), Mārtiņš Kozlovskis (LAT), Dariusz Zapolski (POL) |

### Az olimpiai selejtezőért
| 2019. július 6. 12:30 | Belgium                                 | 72–56     | Magyarország | Štark Aréna, Belgrád Nézőszám: 348 Játékvezetők: Mārtiņš Kozlovskis (LAT), Jelena Tomić (CRO), Ivor Matějek (CZE) |
| 2019. július 6. 12:30 | (12–17, 27–8, 18–12, 15–19) Jegyzőkönyv |           |              | Štark Aréna, Belgrád Nézőszám: 348 Játékvezetők: Mārtiņš Kozlovskis (LAT), Jelena Tomić (CRO), Ivor Matějek (CZE) |
| 2019. július 6. 12:30 | Allemand, Mestdagh 17                   | Pont      | Raksányi 11  | Štark Aréna, Belgrád Nézőszám: 348 Játékvezetők: Mārtiņš Kozlovskis (LAT), Jelena Tomić (CRO), Ivor Matějek (CZE) |
| 2019. július 6. 12:30 | Linskens, Mestdagh 6                    | Lepattanó | Turner 10    | Štark Aréna, Belgrád Nézőszám: 348 Játékvezetők: Mārtiņš Kozlovskis (LAT), Jelena Tomić (CRO), Ivor Matějek (CZE) |
| 2019. július 6. 12:30 | Meesseman 7                             | Gólpassz  | Turner 5     | Štark Aréna, Belgrád Nézőszám: 348 Játékvezetők: Mārtiņš Kozlovskis (LAT), Jelena Tomić (CRO), Ivor Matějek (CZE) |

| 2019. július 6. 15:00 | Oroszország                              | 52–57     | Svédország                 | Štark Aréna, Belgrád Nézőszám: 250 Játékvezetők: Jasmina Juras (SRB), Thomas Bissuel (FRA), Andrada Csender (ROU) |
| 2019. július 6. 15:00 | (10–12, 16–15, 13–16, 13–14) Jegyzőkönyv |           |                            | Štark Aréna, Belgrád Nézőszám: 250 Játékvezetők: Jasmina Juras (SRB), Thomas Bissuel (FRA), Andrada Csender (ROU) |
| 2019. július 6. 15:00 | Vadeeva 15                               | Pont      | Loyd 16                    | Štark Aréna, Belgrád Nézőszám: 250 Játékvezetők: Jasmina Juras (SRB), Thomas Bissuel (FRA), Andrada Csender (ROU) |
| 2019. július 6. 15:00 | Vadeeva 8                                | Lepattanó | Halvarsson 10              | Štark Aréna, Belgrád Nézőszám: 250 Játékvezetők: Jasmina Juras (SRB), Thomas Bissuel (FRA), Andrada Csender (ROU) |
| 2019. július 6. 15:00 | Shilova, Vadeeva 3                       | Gólpassz  | E. Eldebrink, Halvarsson 3 | Štark Aréna, Belgrád Nézőszám: 250 Játékvezetők: Jasmina Juras (SRB), Thomas Bissuel (FRA), Andrada Csender (ROU) |

### Elődöntők
| 2019. július 6. 18:00 | Franciaország                            | 63–56     | Nagy-Britannia | Štark Aréna, Belgrád Nézőszám: 1659 Játékvezetők: Özlem Yalman (TUR), Gentian Cici (ALB), Zdenko Tomašovič (SVK) |
| 2019. július 6. 18:00 | (12–16, 22–18, 18–12, 11–10) Jegyzőkönyv |           |                | Štark Aréna, Belgrád Nézőszám: 1659 Játékvezetők: Özlem Yalman (TUR), Gentian Cici (ALB), Zdenko Tomašovič (SVK) |
| 2019. július 6. 18:00 | Johannès 20                              | Pont      | Vanderwal 12   | Štark Aréna, Belgrád Nézőszám: 1659 Játékvezetők: Özlem Yalman (TUR), Gentian Cici (ALB), Zdenko Tomašovič (SVK) |
| 2019. július 6. 18:00 | Gruda 10                                 | Lepattanó | Leedham 8      | Štark Aréna, Belgrád Nézőszám: 1659 Játékvezetők: Özlem Yalman (TUR), Gentian Cici (ALB), Zdenko Tomašovič (SVK) |
| 2019. július 6. 18:00 | Johannès 5                               | Gólpassz  | Samuelson 6    | Štark Aréna, Belgrád Nézőszám: 1659 Játékvezetők: Özlem Yalman (TUR), Gentian Cici (ALB), Zdenko Tomašovič (SVK) |

| 2019. július 6. 20:30 | Spanyolország                            | 71–66     | Szerbia    | Štark Aréna, Belgrád Nézőszám: 7194 Játékvezetők: Maj Forsberg (DEN), Vasiliki Tsaroucha (GRE), Amy Bonner (USA) |
| 2019. július 6. 20:30 | (21–11, 16–19, 21–20, 13–16) Jegyzőkönyv |           |            | Štark Aréna, Belgrád Nézőszám: 7194 Játékvezetők: Maj Forsberg (DEN), Vasiliki Tsaroucha (GRE), Amy Bonner (USA) |
| 2019. július 6. 20:30 | Ndour 17                                 | Pont      | Brooks 17  | Štark Aréna, Belgrád Nézőszám: 7194 Játékvezetők: Maj Forsberg (DEN), Vasiliki Tsaroucha (GRE), Amy Bonner (USA) |
| 2019. július 6. 20:30 | Nicholls 10                              | Lepattanó | Petrović 6 | Štark Aréna, Belgrád Nézőszám: 7194 Játékvezetők: Maj Forsberg (DEN), Vasiliki Tsaroucha (GRE), Amy Bonner (USA) |
| 2019. július 6. 20:30 | Domínguez, Palau 5                       | Gólpassz  | Petrović 6 | Štark Aréna, Belgrád Nézőszám: 7194 Játékvezetők: Maj Forsberg (DEN), Vasiliki Tsaroucha (GRE), Amy Bonner (USA) |

### Bronzmérkőzés
| 2019. július 7. 17:30 | Szerbia                                 | 81–55     | Nagy-Britannia | Štark Aréna, Belgrád Nézőszám: 3733 Játékvezetők: Marius Ciulin (ROU), Amy Bonner (USA), Mārtiņš Kozlovskis (LAT) |
| 2019. július 7. 17:30 | (25–16, 15–17, 21–6, 20–16) Jegyzőkönyv |           |                | Štark Aréna, Belgrád Nézőszám: 3733 Játékvezetők: Marius Ciulin (ROU), Amy Bonner (USA), Mārtiņš Kozlovskis (LAT) |
| 2019. július 7. 17:30 | Petrović 14                             | Pont      | Fagbenle 23    | Štark Aréna, Belgrád Nézőszám: 3733 Játékvezetők: Marius Ciulin (ROU), Amy Bonner (USA), Mārtiņš Kozlovskis (LAT) |
| 2019. július 7. 17:30 | Petrović 13                             | Lepattanó | Leedham 10     | Štark Aréna, Belgrád Nézőszám: 3733 Játékvezetők: Marius Ciulin (ROU), Amy Bonner (USA), Mārtiņš Kozlovskis (LAT) |
| 2019. július 7. 17:30 | Stanaćev 6                              | Gólpassz  | Vanderwal 5    | Štark Aréna, Belgrád Nézőszám: 3733 Játékvezetők: Marius Ciulin (ROU), Amy Bonner (USA), Mārtiņš Kozlovskis (LAT) |

### Döntő
| 2019. július 7. 20:30 | Spanyolország                            | 86–66     | Franciaország   | Štark Aréna, Belgrád Nézőszám: 3622 Játékvezetők: Jasmina Juras (SRB), Maj Forsberg (DEN), Özlem Yalman (TUR) |
| 2019. július 7. 20:30 | (32–21, 18–15, 20–20, 16–10) Jegyzőkönyv |           |                 | Štark Aréna, Belgrád Nézőszám: 3622 Játékvezetők: Jasmina Juras (SRB), Maj Forsberg (DEN), Özlem Yalman (TUR) |
| 2019. július 7. 20:30 | Xargay 23                                | Pont      | Gruda 18        | Štark Aréna, Belgrád Nézőszám: 3622 Játékvezetők: Jasmina Juras (SRB), Maj Forsberg (DEN), Özlem Yalman (TUR) |
| 2019. július 7. 20:30 | Gil 10                                   | Lepattanó | Gruda 6         | Štark Aréna, Belgrád Nézőszám: 3622 Játékvezetők: Jasmina Juras (SRB), Maj Forsberg (DEN), Özlem Yalman (TUR) |
| 2019. július 7. 20:30 | Cruz, Xargay 4                           | Gólpassz  | három játékos 4 | Štark Aréna, Belgrád Nézőszám: 3622 Játékvezetők: Jasmina Juras (SRB), Maj Forsberg (DEN), Özlem Yalman (TUR) |

| A 2019-es női kosárlabda-Európa-bajnokság győztese |
| -------------------------------------------------- |
| · Spanyolország · 4. cím                           |

## Végeredmény
(A hazai csapatok eltérő háttérszínnel kiemelve.)
Az első hat helyezett részt vesz a 2020. nyári olimpiai játékok selejtezőtornáján.
| Arany | Spanyolország    |  |  |  |  |  |  |  |  |
| Ezüst | Franciaország    |  |  |  |  |  |  |  |  |
| Bronz | Szerbia          |  |  |  |  |  |  |  |  |
| 4.    | Nagy-Britannia   |  |  |  |  |  |  |  |  |
|       |                  |  |  |  |  |  |  |  |  |
| 5.    | Belgium          |  |  |  |  |  |  |  |  |
| 6.    | Svédország       |  |  |  |  |  |  |  |  |
| 7.    | Magyarország     |  |  |  |  |  |  |  |  |
| 8.    | Oroszország      |  |  |  |  |  |  |  |  |
|       |                  |  |  |  |  |  |  |  |  |
| 9.    | Olaszország      |  |  |  |  |  |  |  |  |
| 10.   | Szlovénia        |  |  |  |  |  |  |  |  |
| 11.   | Lettország       |  |  |  |  |  |  |  |  |
| 12.   | Montenegró       |  |  |  |  |  |  |  |  |
|       |                  |  |  |  |  |  |  |  |  |
| 13.   | Fehéroroszország |  |  |  |  |  |  |  |  |
| 14.   | Törökország      |  |  |  |  |  |  |  |  |
| 15.   | Csehország       |  |  |  |  |  |  |  |  |
| 16.   | Ukrajna          |  |  |  |  |  |  |  |  |